# Zaaidarivka, Novopskov
Zaaidarivka (în ucraineană Заайдарівка) este o comună în raionul Novopskov, regiunea Luhansk, Ucraina, formată numai din satul de reședință.

## Demografie
Componența lingvistică a comunei Zaaidarivka
     Ucraineană (92,94%)
     Rusă (6,87%)
Conform recensământului din 2001, majoritatea populației comunei Zaaidarivka era vorbitoare de ucraineană (92,94%), existând în minoritate și vorbitori de rusă (6,87%).